# Gary Weis
|  | For journalisten og forfatteren, se Gary Weiss. For baseballspilleren se Gary Weis (baseball) |
Gary Weis er en film og tv-instruktør. Han var medskaber til en kortfilm om Saturday Night Live (efterfulgt af Albert Brooks og Tom Schiller).

## Udvalgt filmografi
- Jimi Hendrix (1973)
- Saturday Night Live (1975-1977) (TV)
- The Beach Boys: It's OK (1976) (TV)
- Diary of a Young Comic (1977) (TV)
- The Rutles: All You Need Is Cash (1978) (TV)
- Steve Martin: A Wild and Crazy Guy (1978) (TV)
- 80 Blocks From Tiffany's (1979)
- Wholly Moses! (1980)
- Young Lust (1984)
- Action Family (1986) (TV)
- C.C.P.D. (1992) (TV)
- L.A. Law (1993) (TV)

## Videoer
- The Bangles – Walk Like an Egyptian/Walking Down Your Street
- George Harrison – Got My Mind Set On You
- Paul Simon – Call Me Al